# 除盖障菩萨

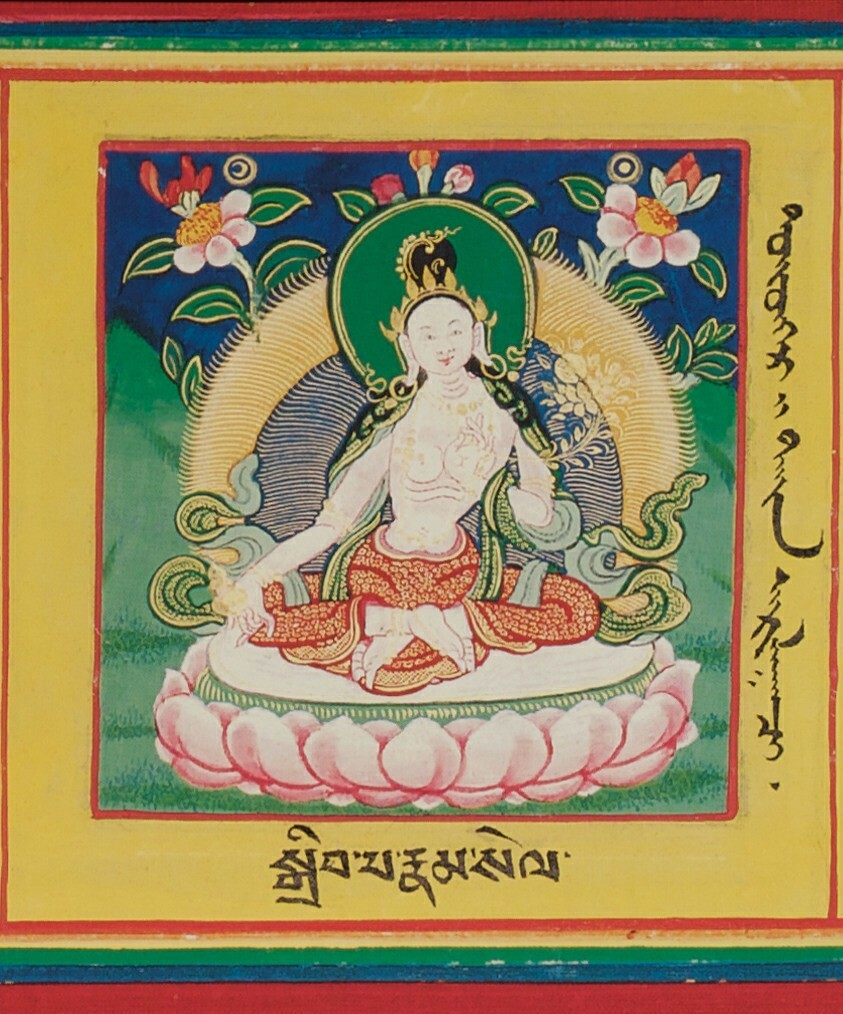

除盖障菩薩 （藏語：སྒྲིབ་པ་རྣམ་སེལ་，威利转写：sgrib pa rnam sel， 除蓋障地藏），又名除一切盖障菩萨、降伏一切障碍菩萨、弃诸阴盖菩萨、凈諸業障菩薩，佛教八大菩萨之一，密教胎藏界壇城（曼荼罗）除盖障院之主尊，密号为离恼金刚。

## 除一切障
顾名思义，這位大菩薩以消除一切蓋障而著稱，蓋障即形形色色的煩惱，主要是貪欲、嗔恚、睡眠、掉悔、懷疑五蓋，這五種障礙能覆蓋心性光明，使人坐禪難以入定。不得禪定則智慧不開，沒有智慧則難辨對錯真偽，不分真假對錯則愚昧無知、造作惡業，惡業累積則墮入惡道受無量苦。可見消除五蓋屬於修行的基本功，除蓋障菩薩在八大菩薩中知名度最低，這大概跟眾生對基本功的忽視不無關係，大家如飢似渴地盼望「立地成佛」、「一步到位」，跟「剪不斷，理還亂」的五蓋去作艱苦不懈的鬥爭確實很辛苦。當人清醒地意識到修行必須循序漸進，任何的僥倖最終都無濟於事時，除蓋障菩薩的角色定會變得越來越重要。

## 破相证觉
在《圆觉经》中，净诸业障（除盖障）菩萨敬请世尊开示：“若此觉心，本性清净，因何染污，使诸众生，迷闷不入？” 因此释迦牟尼佛阐释”我、人、众生、寿命“四相，指出一切众生从无始来，认四颠倒为实我体，错认无明为己主宰，由此产生憎爱二境，为憎爱心养无明故，相续求道皆不成就。譬如有人认贼为子，其家财宝终不成就。最后世尊心怀慈悲，为利众生开出药方：”但当精勤，降伏烦恼，起大勇猛，未得令得，未断令断；贪嗔爱慢，谄曲嫉妒，对境不生；彼我恩爱，一切寂灭。佛说是人渐次成就。“ 　开示以后，世尊又以偈颂作为总结：
　　净业汝当知，一切诸众生，
　　皆由执我爱，无始妄流转。
　　未除四种相，不得成菩提。
　　爱憎生于心，谄曲存诸念。
　　是故多迷闷，不能入觉城。
　　若能归悟刹，先去贪嗔痴。
　　法爱不存心，渐次可成就。
　　我身本不有，憎爱何由生？
　　此人求善友，终不堕邪见。
　　所求别生心，究竟非成就。

## 除蓋障院
胎藏界曼陀羅十三大院之第八院，除蓋障菩薩為中尊，其周圍八尊菩薩是：一、除疑蓋菩薩；二、施一切無畏菩薩；三、除一切惡趣菩薩；四、救意慧菩薩；五、悲念菩薩；六、慈起菩薩；七、除一切熱惱菩薩；八、不可思議慧菩薩。

## 除障真言
據《大日經·密印品》所述，除盖障菩薩之掃除一切障礙真言為：
汉字：那摩 瑟曼得 部塔囊 阿 萨特喔 系達譬烏德戈得 特覽 特覽 覽 覽 司哇哈 !
悉昙文：𑖡𑖦𑖾 𑖭𑖦𑖿𑖡𑖝𑖤𑖲𑖟𑖿𑖠𑖯𑖡𑖯𑖽 𑖀𑖾 𑖭𑖝𑖿𑖝𑖿𑖪 𑖮𑖰𑖝𑖯𑖥𑖿𑖧𑖲𑖟𑖿𑖐𑖝 𑖝𑖿𑖨𑖽 𑖝𑖿𑖨𑖽 𑖨𑖽 𑖨𑖽 𑖭𑖿𑖪𑖯𑖮𑖯
罗马转写：Namaḥ samantabuddhānām aḥ Sattva hitābhyudgata Traṃ Traṃ Raṃ Raṃ svāhā !

## 相關經典
- 《大毘盧遮那成佛神變加持經》
- 《寶雲經》/《大乘寶雲經》/《寶雨經》/《除蓋障菩薩所問經》
- 《圓覺經》
- 《諸佛要集經》
- 《妙法蓮華經》
- 《無垢净光大陀羅尼經》
- 《大吉祥天女十二契一百八名无垢大乘经》
- 《佛說大乘莊嚴寶王經》